# Улица Ивана Дзюбы (Киев)
Улица Ивана Дзюбы — улица в Святошинском районе города Киева, массивы Никольская Борщаговка (7-й, 7-й А и 12-й микрорайоны) и Южная Борщаговка. Пролегает от проспекта Леся Курбаса до улицы Симиренко и бульвара Николая Руденко.
Присоединяются проспект Академика Королёва, улицы Пшеничная, Академика Королёва, Василия Доманицкого, Василия Кучера.

## История
Улица возникла в 60-х годах XX века под названием улица 10-в. С 1967 по 2022 год называлась в честь участников антинацистского подполья в Малине Нины и Ивана Сосниных. В 1967 году была начата застройка улицы.
8 декабря 2022 года Киевский городской совет переименовал улицу в честь украинского литературоведа, критика, общественного деятеля, активного участника движения за независимость Украины, диссидента советских времен, Героя Украины Ивана Михайловича Дзюбы.

## Учреждения
- Украинский НИИ специальных строительных работ (д. № 7-А)
- Киевский профессиональный лицей ювелирного искусства (д. № 13)
- Межрегиональный центр профессионально-технического образования автотранспорта и строительства (д. № 15-А)
- Центральная СДЮШОР по легкой атлетике (д. № 15-А)